# Campeonato Mundial de Rugby Juvenil 2015
El Campeonato Mundial de Rugby Juvenil de Italia 2015 fue la octava edición de la Copa Mundial, principal torneo de selecciones juveniles masculinas de rugby que organiza la World Rugby (WR).
El torneo para jugadores de hasta 20 años se celebró por segunda vez en Italia y el campeón fue Nueva Zelanda que alcanzó su quinto título.

## Equipos participantes
| - Inglaterra - Francia - Japón - Gales | - Australia - Italia - Sudáfrica - Samoa | - Argentina - Irlanda - Nueva Zelanda - Escocia |

## Grupo A

### Posiciones
| Pos. | Equipo     | Encuentros | Encuentros | Encuentros | Encuentros | Tantos  | Tantos    | Tantos     | Puntos Bonus | Puntos Totales |
| Pos. | Equipo     | jugados    | ganados    | empatados  | perdidos   | a favor | en contra | diferencia | Puntos Bonus | Puntos Totales |
| ---- | ---------- | ---------- | ---------- | ---------- | ---------- | ------- | --------- | ---------- | ------------ | -------------- |
| 1    | Francia    | 3          | 3          | 0          | 0          | 96      | 35        | + 61       | 1            | 13             |
| 2    | Inglaterra | 3          | 2          | 0          | 1          | 107     | 53        | + 54       | 2            | 10             |
| 3    | Gales      | 3          | 1          | 0          | 2          | 92      | 52        | + 40       | 1            | 5              |
| 4    | Japón      | 3          | 0          | 0          | 3          | 17      | 172       | - 155      | 0            | 0              |

Nota: Se otorgan 4 puntos al equipo que gane un partido y 2 al que empate
Puntos Bonus: 1 punto por convertir 4 tries o más en un partido y 1 al equipo que pierda por no más de 7 tantos de diferencia
|  | Clasificación del 1º al 4º puesto |

|  | Clasificación del 5º al 8º puesto |

|  | Clasificación del 9º al 12º puesto |

### Resultados

#### Primera fecha
| 2 de junio 16:30 | Francia | 19 - 10 | Gales | Stadio San Michele, Calvisano |  |
|                  |         | Reporte |       |                               |  |

| 2 de junio 18:30 | Inglaterra | 59 - 7  | Japón | Stadio San Michele, Calvisano |  |
|                  |            | Reporte |       |                               |  |

#### Segunda fecha
| 6 de junio 16:30 | Francia | 47 - 7  | Japón | Stadio Sergio Lanfranchi, Parma |  |
|                  |         | Reporte |       |                                 |  |

| 6 de junio 20:30 | Inglaterra | 30 - 16 | Gales | Stadio San Michele, Calvisano |                               |
|                  |            | Reporte |       | Asistencia: 2400 espectadores | Asistencia: 2400 espectadores |

#### Tercera fecha
| 10 de junio 16:30 | Inglaterra | 18 - 30 | Francia | Stadio Luigi Zaffanella, Viadana |  |
|                   |            | Reporte |         |                                  |  |

| 10 de junio 18:30 | Gales | 66 - 3  | Japón | Stadio Luigi Zaffanella, Viadana |  |
|                   |       | Reporte |       |                                  |  |

## Grupo B

### Posiciones
| Pos. | Equipo    | Encuentros | Encuentros | Encuentros | Encuentros | Tantos  | Tantos    | Tantos     | Puntos Bonus | Puntos Totales |
| Pos. | Equipo    | jugados    | ganados    | empatados  | perdidos   | a favor | en contra | diferencia | Puntos Bonus | Puntos Totales |
| ---- | --------- | ---------- | ---------- | ---------- | ---------- | ------- | --------- | ---------- | ------------ | -------------- |
| 1    | Sudáfrica | 3          | 3          | 0          | 0          | 119     | 26        | + 93       | 3            | 15             |
| 2    | Australia | 3          | 2          | 0          | 1          | 78      | 83        | - 5        | 2            | 10             |
| 3    | Samoa     | 3          | 1          | 0          | 2          | 60      | 98        | - 38       | 0            | 4              |
| 4    | Italia    | 3          | 0          | 0          | 3          | 44      | 94        | - 50       | 2            | 2              |

Nota: Se otorgan 4 puntos al equipo que gane un partido y 2 al que empate
Puntos Bonus: 1 punto por convertir 4 tries o más en un partido y 1 al equipo que pierda por no más de 7 tantos de diferencia
|  | Clasificación del 1º al 4º puesto |

|  | Clasificación del 5º al 8º puesto |

|  | Clasificación del 9º al 12º puesto |

### Resultados

#### Primera fecha
| 2 de junio 18:30 | Australia | 34 - 22 | Samoa | Stadio Sergio Lanfranchi, Parma |  |
|                  |           | Reporte |       |                                 |  |

| 2 de junio 20:30 | Sudáfrica | 33 - 5  | Italia | Stadio San Michele, Calvisano |  |
|                  |           | Reporte |        |                               |  |

#### Segunda fecha
| 6 de junio 18:30 | Sudáfrica | 40 - 8  | Samoa | Stadio Sergio Lanfranchi, Parma |  |
|                  |           | Reporte |       |                                 |  |

| 6 de junio 20:30 | Australia | 31 - 15 | Italia | Stadio Sergio Lanfranchi, Parma |                               |
|                  |           | Reporte |        | Asistencia: 1820 espectadores   | Asistencia: 1820 espectadores |

#### Tercera fecha
| 10 de junio 18:30 | Samoa | 30 - 24 | Italia | Stadio San Michele, Calvisano |  |
|                   |       | Reporte |        |                               |  |

| 10 de junio 20:45 | Sudáfrica | 46 - 13 | Australia | Stadio San Michele, Calvisano |  |
|                   |           | Reporte |           |                               |  |

## Grupo C

### Posiciones
| Pos. | Equipo        | Encuentros | Encuentros | Encuentros | Encuentros | Tantos  | Tantos    | Tantos     | Puntos Bonus | Puntos Totales |
| Pos. | Equipo        | jugados    | ganados    | empatados  | perdidos   | a favor | en contra | diferencia | Puntos Bonus | Puntos Totales |
| ---- | ------------- | ---------- | ---------- | ---------- | ---------- | ------- | --------- | ---------- | ------------ | -------------- |
| 1    | Nueva Zelanda | 3          | 3          | 0          | 0          | 125     | 42        | + 83       | 2            | 14             |
| 2    | Irlanda       | 3          | 2          | 0          | 1          | 45      | 61        | - 16       | 0            | 8              |
| 3    | Escocia       | 3          | 1          | 0          | 2          | 59      | 98        | - 39       | 1            | 5              |
| 4    | Argentina     | 3          | 0          | 0          | 3          | 51      | 79        | - 28       | 2            | 2              |

Nota: Se otorgan 4 puntos al equipo que gane un partido y 2 al que empate
Puntos Bonus: 1 punto por convertir 4 tries o más en un partido y 1 al equipo que pierda por no más de 7 tantos de diferencia
|  | Clasificación del 1º al 4º puesto |

|  | Clasificación del 5º al 8º puesto |

|  | Clasificación del 9º al 12º puesto |

### Resultados

#### Primera fecha
| 2 de junio 16:30 | Irlanda | 18 - 16 | Argentina | Stadio Sergio Lanfranchi, Parma |  |
|                  |         | Reporte |           |                                 |  |

| 2 de junio 20:30 | Nueva Zelanda | 68 - 10 | Escocia | Stadio Sergio Lanfranchi, Parma |  |
|                  |               | Reporte |         |                                 |  |

#### Segunda fecha
| 6 de junio 16:30 | Irlanda | 24 - 20 | Escocia | Stadio San Michele, Calvisano |                               |
|                  |         | Reporte |         | Asistencia: 2000 espectadores | Asistencia: 2000 espectadores |

| 6 de junio 18:30 | Nueva Zelanda | 32 - 29 | Argentina | Stadio San Michele, Calvisano |                               |
|                  |               | Reporte |           | Asistencia: 3000 espectadores | Asistencia: 3000 espectadores |

#### Tercera fecha
| 10 de junio 16:30 | Argentina | 6 - 29  | Escocia | Stadio San Michele, Calvisano |  |
|                   |           | Reporte |         |                               |  |

| 10 de junio 20:30 | Nueva Zelanda | 25 - 3  | Irlanda | Stadio Luigi Zaffanella, Viadana |  |
|                   |               | Reporte |         |                                  |  |

## Ronda final

### Clasificación del 9º al 12º puesto
|  | Semifinales | Semifinales |    |                | Final         | Final       |  |
|  | 15 de junio | 15 de junio |    |                | 20 de junio   | 20 de junio |  |
|  |             |             |    |                |               |             |  |
|  |             |             |    |                |               |             |  |
|  | Samoa       | 12          |    |                |               |             |  |
|  | Japón       | 29          |    |                |               |             |  |
|  |             |             |    |                |               |             |  |
|  |             |             |    |                | por 9º puesto |             |  |
|  |             |             |    |                | Japón         | 21          |  |
|  |             | Argentina   | 38 |                |               |             |  |
|  |             |             |    |                |               |             |  |
|  |             |             |    |                |               |             |  |
|  |             |             |    |                | Tercer lugar  |             |  |
|  |             |             |    | por 11º puesto |               |             |  |
|  | Argentina   | 46          |    | Samoa          | 19            |             |  |
|  | Italia      | 5           |    |                | Italia        | 20          |  |

### Clasificación del 5º al 8º puesto
|  | Semifinales | Semifinales |    |               | Final         | Final       |  |
|  | 15 de junio | 15 de junio |    |               | 20 de junio   | 20 de junio |  |
|  |             |             |    |               |               |             |  |
|  |             |             |    |               |               |             |  |
|  | Australia   | 31          |    |               |               |             |  |
|  | Escocia     | 21          |    |               |               |             |  |
|  |             |             |    |               |               |             |  |
|  |             |             |    |               | por 5º puesto |             |  |
|  |             |             |    |               | Australia     | 28          |  |
|  |             | Gales       | 23 |               |               |             |  |
|  |             |             |    |               |               |             |  |
|  |             |             |    |               |               |             |  |
|  |             |             |    |               | Tercer lugar  |             |  |
|  |             |             |    | por 7º puesto |               |             |  |
|  | Irlanda     | 12          |    | Escocia       | 9             |             |  |
|  | Gales       | 22          |    |               | Irlanda       | 17          |  |

### Clasificación del 1º al 4º puesto
|  | Semifinales   | Semifinales   |    |           | Final         | Final       |  |
|  | 15 de junio   | 15 de junio   |    |           | 20 de junio   | 20 de junio |  |
|  |               |               |    |           |               |             |  |
|  |               |               |    |           |               |             |  |
|  | Sudáfrica     | 20            |    |           |               |             |  |
|  | Inglaterra    | 28            |    |           |               |             |  |
|  |               |               |    |           |               |             |  |
|  |               |               |    |           | por 1º puesto |             |  |
|  |               |               |    |           | Inglaterra    | 16          |  |
|  |               | Nueva Zelanda | 21 |           |               |             |  |
|  |               |               |    |           |               |             |  |
|  |               |               |    |           |               |             |  |
|  |               |               |    |           | Tercer lugar  |             |  |
|  |               |               |    |           |               |             |  |
|  | Nueva Zelanda | 45            |    | Sudáfrica | 31            |             |  |
|  | Francia       | 7             |    |           | Francia       | 18          |  |

| Bandera de Nueva Zelanda |
| Campeón Nueva Zelanda    |
| Quinto título            |

## Posiciones finales[3]
| Posición | Selección     |
| -------- | ------------- |
| 1        | Nueva Zelanda |
| 2        | Inglaterra    |
| 3        | Sudáfrica     |
| 4        | Francia       |
| 5        | Australia     |
| 6        | Gales         |
| 7        | Irlanda       |
| 8        | Escocia       |
| 9        | Argentina     |
| 10       | Japón         |
| 11       | Italia        |
| 12       | Samoa         |